# سیژلیک
سیژلیک (انگلیسی: Cegelec) شرکت مهندسی فرانسوی است، که در سال ۱۹۸۹ تأسیس شد.